# خطسانی

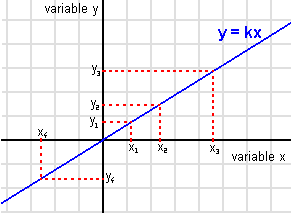
رابطهٔ خطی، متغیرهای متناسب

خطسانی یا خطینگی یا خطی‌بودن (به انگلیسی: Linearity)، ویژگی یک رابطه یا عملکرد ریاضی است؛ به این معنی که می‌توان آن رابطه را در شکل نموداری به صورت یک خط مستقیم نشان داد. مثال‌های رابطهٔ خطی ولتاژ و جریان در یک مقاومت (قانون اهم)، یا جِرم و وزن یک شیء است. تناسب بیانگر خطسانی است، اما خطی بودن لزوماً به معنای تناسب رابطه نیست.

## در ریاضیات
در ریاضیات، یک نگاشت خطی یا تابع خطی f(x) تابعی است که دو ویژگی زیر را برآورده می‌کند:
- جمع‌پذیری (به انگلیسی: Additive): تابعی که عمل جمع را حفظ می‌کند: f(x + y) = f(x) + f(y).
- همگنی (به انگلیسی: Homogeneity) درجهٔ ۱: f(αx) = αf(x) برای تمام α.

مفهوم رابطهٔ خطی را می‌توان به عملگرهای خطی گسترش داد. مثال‌های مهم از عملگرهای خطی مشتق را شامل می‌شود که عملگر دیفرانسیلی در نظر گرفته شده، و بسیاری از آن، از جمله عملگرهای دل و لاپلاس ساخته شده‌اند. هنگامی که یک معادله دیفرانسیلی را بتوان در شکل خطی بیان کرد، به طور کلی معادله به سادگی با شکستن آن به قطعات کوچک، و حل این قطعات، و درنهایت جمع‌کردن نتیجه‌ها، قابل‌حل است.
جبر خطی شاخه‌ای از ریاضیات است و به مطالعهٔ بردارها، فضاهای برداری (همچنین فضاهای خطی نامیده می‌شود)، نگاشت خطی و دستگاه‌های معادلات خطی می‌پردازد.
واژهٔ خطی و واژهٔ لاتین آن (لینیر linear) به معنی «مربوط به خط» اشاره به مشابه خط بودن است، برای شرح معادلات خطی و غیرخطی، به مقاله‌های اصلی آنها مراجعه کنید. فیزیک‌دانان و ریاضیدانان به استفاده از معادلات و توابع غیرخطی علاقه‌مند هستند زیرا آن‌ها می‌توانند برای نشان‌دادن بسیاری از پدیده‌های طبیعی، از جمله آشوب، آن‌ها را به راحتی مورد استفاده قرار دهند.

### چندجمله‌ای‌های خطی
در یک استفادهٔ متفاوت از تعریف فوق، به یک چندجمله‌ای درجهٔ ۱، خطی گفته می‌شود زیرا نمایش هندسی تابع آن به شکل یک خط است.
در حقیقت، یک معادلهٔ خطی یکی از اشکال:
{\displaystyle f(x)=mx+b\ } است؛ که در آن «m» اغلب شیب یا گرادیان نامیده می‌شود، و «b» عرض از مبدأ است؛ که نقطه تقاطع بین نمودار تابع و محور «y» را نشان می‌دهد.
توجه شود که این استفاده از اصطلاح خطی همانند بخش فوق نیست، زیرا چندجمله‌ای‌های خطی بر روی اعداد حقیقی، به طور کلی هیچ جمع‌‌پذیری یا همگنی را برآورده نمی‌کنند. در حقیقت، اگر و فقط اگر «صفر = b» باشد، این کار را انجام می‌دهند؛ بنابراین در حالت «b ≠ ۰»، تابع اغلب یک تابع آفین نامیده می‌شود، (تبدیل آفین را ببینید).